# Auguste Le Guennant
Auguste Le Guennant (* 10. Januar 1881 in Auray; † 1972) war ein französischer Organist, Komponist und Musikpädagoge.

## Leben
Guennant studierte an der Schola Cantorum in Paris Orgel bei Alexandre Guilmant, Harmonielehre bei Fernand de La Tombelle und Komposition bei Vincent d’Indy. Bis 1905 war er Organist an der Kirche Notre Dame de Clignancourt. Er wirkte dann als Organist an der Kirche Notre Dame de Bon-Port in Les Sables-d’Olonne und ab 1908 an St.-Nicolas in Nantes.
Er unterrichtete in den 1940er Jahren am Institut Catholique und leitete später das Institut Grégorien in Paris. Maurice Duruflé widmete ihm 1960 seine Vier Motetten nach gregorianischen Themen. Guennant komponierte einige kirchenmusikalische Chor- und Orgelwerke.

## Schriften
- Précis de rythmique grégorienne
- Notes pour servir à la direction d’une Schola Grégorienne
- Vade Mecum Paroissial del Accompagnateur Grégorien

| Personendaten    | Personendaten                                       |
| ---------------- | --------------------------------------------------- |
| NAME             | Le Guennant, Auguste                                |
| KURZBESCHREIBUNG | französischer Organist, Komponist und Musikpädagoge |
| GEBURTSDATUM     | 10. Januar 1881                                     |
| GEBURTSORT       | Auray                                               |
| STERBEDATUM      | 1972                                                |